# Chelsea (Vermont)
Chelsea è una città degli Stati Uniti d'America, nella contea di Orange della quale è capoluogo, nello Stato del Vermont. La popolazione era di 1.250 abitanti nel censimento del 2010.